# Grellingen
Grellingen é uma comuna da Suíça, situada no distrito de Laufen, no cantão de Basileia-Campo. Tem 3,31 km² de área e sua população em 2018 foi estimada em 1.845 habitantes.